# Вятчанин, Аркадий Аркадьевич
Аркадий Аркадьевич Вятча́нин (род. 4 апреля 1984 года, Воркута) — российский и американский пловец, выступающий в плавании на спине, многократный чемпион Европы, многократный призёр чемпионатов мира. Двукратный бронзовый призёр Олимпийских игр 2008 года в Пекине. Многократный экс-рекордсмен мира. В мае 2015 получил сербское гражданство, в августе 2017 получил американское гражданство.

## Спортивная карьера
Аркадий родился в спортивной семье. Его старшая сестра Алла — мастер спорта СССР и России по плаванию, неоднократно становилась чемпионкой страны. Именно она была первым тренером маленького Аркадия, во время первых занятий в Дворце спорта «Цементник». Потом Аркадий начал тренироваться под руководством своих родителей: отца, Аркадия Фёдоровича, девятикратного чемпиона РСФСР по плаванию и матери, Ирины Германовны, заслуженного тренера России. Под её руководством он достиг значимых спортивных успехов:
- двукратный бронзовый призёр ОИ-2008 в Пекине (100 м и 200 м на спине),
- призёр чемпионатов мира 2003, 2005, 2007 гг.,
- 7-кратный чемпион Европы (короткая вода — 2006, 2009, длинная вода – 2006, 2008),
- призёр ЧЕ (25 м) 2004, 2005,
- многократный чемпион России,
- 3-кратный рекордсмен мира[6] на дистанциях 200 м на спине на короткой воде (1:46,11 - Берлин, 15.11.2009) и 100 м (49,17 и 48,97 — Стамбул, 13.12.2009),
- 12-кратный рекордсмен Европы,
- 21-кратный рекордсмен России.

С декабря 2009 по конец февраля 2010 Аркадий перенёс четыре операции на глазах, из-за чего ему пришлось на продолжительное время прекратить тренировки и выступления. Тренировки возобновил за 1,5 месяца до старта чемпионата России 2010 года, на котором выступил не очень удачно (не вошёл в число призёров).
21 апреля 2013 года на финале Кубка России в Казани заявил о решении завершить выступление за сборную России, сменить спортивное гражданство и выступать за Сербию.
Сербское гражданство было получено спортсменом в мае 2015 года, однако Международная федерация плавания запретила пловцу выступать за Сербию, поскольку были нарушены правила перехода из одной сборной в другую. Летом 2017 года Вятчанин получил гражданство США.

## Образование
- Южный федеральный университет

## Награды и звания
- Заслуженный мастер спорта
- Медаль ордена «За заслуги перед Отечеством» II степени — За большой вклад в развитие физической культуры и спорта,высокие спортивные достижения на Играх XXIX Олимпиады 2008 года в Пекине (2009)[10]